# تیاترباش
تیاترباش (انگلیسی: Tyaterbash) یک شهرک در شهرستان استرلیباشفسکی استان باشقیرستان کشور روسیه است.